# Cantón de Saint-Blin
El cantón de Saint-Blin era una división administrativa francesa, que estaba situada en el departamento de Alto Marne y la región de Champaña-Ardenas.

## Composición
El cantón estaba formado por quince comunas:
- Aillianville
- Busson
- Chalvraines
- Chambroncourt
- Humberville
- Lafauche
- Leurville
- Liffol-le-Petit
- Manois
- Morionvilliers
- Orquevaux
- Prez-sous-Lafauche
- Saint-Blin
- Semilly
- Vesaignes-sous-Lafauche

## Supresión del cantón de Saint-Blin
En aplicación del Decreto n.º 2014-163 de 17 de febrero de 2014, el cantón de Saint-Blin fue suprimido el 22 de marzo de 2015 y sus 15 comunas pasaron a formar parte del nuevo cantón de Poissons.